# Молочное (Вологодская область)
Моло́чное — село в муниципальном образовании «Город Вологда» Вологодской области. Пятнадцатый населённый пункт области по числу жителей.

## География
Село расположено на левом берегу реки Вологды, в 7 км на северо-запад от границы города Вологды или 15 км от центра по автодороге. Майское сельское поселение Вологодского района окружает село со всех сторон.
| С-З | деревня Митенское ~ 2 км                        | деревня Скородумка деревня Петраково                                | деревня Кожино ~ 1 км                                                                        | С-В |
| З   | деревня Ильинское                               | Роза ветров                                                         | деревня Дятькино ~ 0,5 км деревня Абакшино ~ 2 км деревня Мольбища ~ 3 км                    | В   |
| Ю-З | деревня Маурино ~ 1 км деревня Раскопино ~ 3 км | деревня Поповка деревня Кулеберево ~ 2,5 км станция Молочная ~ 4 км | деревня Обсаково ~ 1 км деревня Деревенька деревня Семёнково ~ 1 км деревня Марфино ~ 0,5 км | Ю-В |

## История
Усадьба Фоминское была на месте посёлка со второй половины XIX века.
В 1948 году 13 октября Указом Президиума Верховного Совета РСФСР № 732/87 населённый пункт «Молочное» Вологодского района был отнесён к категории рабочих посёлков, это официальная дата основания Молочного. Посёлок городского типа преобразован в село в 2004 году.

## Население
| 1959  | 1970  | 1979  | 1989  | 2002  | 2009  | 2010  | 2011  | 2012  |
| ----- | ----- | ----- | ----- | ----- | ----- | ----- | ----- | ----- |
| 4396  | ↗6091 | ↗6656 | ↗8030 | ↗8587 | ↘7429 | ↘7001 | ↗7620 | ↗8118 |
| 2013  | 2015  | 2016  | 2017  | 2018  | 2019  | 2020  | 2021  | 2023  |
| ↗8452 | ↘8242 | ↘7919 | ↘7690 | ↘7360 | ↘7228 | ↘7124 | ↘6622 | ↘6484 |

По итогам переписи населения 2020 года проживали следующие национальности (национальности менее 0,1 % и другое, см. в сноске к строке «Другие»):
| Национальность | Численность, чел. | Доля     |
| -------------- | ----------------- | -------- |
| Русские        | 5284              | 79,79 %  |
| Таджики        | 42                | 0,63 %   |
| Украинцы       | 28                | 0,42 %   |
| Армяне         | 21                | 0,32 %   |
| Узбеки         | 7                 | 0,11 %   |
| Белорусы       | 7                 | 0,11 %   |
| Другие         | 1233              | 18,62 %  |
| Итого          | 6622              | 100,00 % |

## Власть
Местная законодательная власть на всей территории округа принадлежит Вологодской городской думе, Администрация города Вологды осуществляет исполнительную власть, на данный момент возглавляет муниципалитет, летом 2012 года старая администрация села ликвидирована. Первый комитет ТОС Молочное создан 20 ноября 2012 года для решения некоторых насущных местных проблем силами населения, очередная отчётно-выборная конференция ТОС Молочное состоялась 27 февраля 2019 года с выбором комитета из 10 человек и нового председателя.
Во время выборов трёх уровней государственной власти в селе собираются пять участковых избирательных комиссий (УИК): № 247, 248, 249, 250 и 251. УИК подчинены Территориальной избирательной комиссии (ТИК) города Вологды. Вместе с УИК № 287 (Прилуки) образуют Окружную избирательную комиссию № 1 по выборам депутата в Вологодскую городскую думу. Депутат от избирательного округа № 1 — глава города Юрий Сапожников (6-й созыв, 2014−2019).
В микрорайоне работает дополнительный офис Вологодского городского МФЦ.

## Экономика
Молочное — признанный центр вологодского маслоделия и крупный научно-производственный и учебный центр молочной промышленности и сельского хозяйства. Здесь расположены:
- Вологодская государственная молочнохозяйственная академия им. Н. В. Верещагина с факультетом повышения квалификации и переподготовки;
- Учебно-опытный молочный завод ВГМХА им. Н. В. Верещагина;
- Северо-Западный научно-исследовательский институт молочного и лугопастбищного хозяйства — подразделение Вологодского научного центра РАН;
- государственный центр агрохимической службы «Вологодский»;
- региональный исследовательский центр развития аквакультуры на базе ВГМХА[28];
- ЗАО Центр НТУиК — разработчик решения 1С:Молокозавод (автоматизация управления и учёта), на котором работают многие предприятия молочной промышленности в России;
- Отделение «Молочное» сельскохозяйственного предприятия «Заря» (в прошлом опытно-производственные хозяйства СЗНИИМЛПХ).

## Транспорт
Связь с городом осуществляется по автодороге федерального значения А119 «Вологда — Медвежьегорск», проходящей вдоль восточной границы посёлка.
Село Молочное связано с городом Вологдой общественным транспортом — городскими автобусными маршрутами, посмотреть расписание на сайте npppv.ru:
- 37 «Вологда-Молочное» (Вокзал — ТЮЗ — ул. Клубова — ул. Мира (Молочное). Частота рейсов 25..45 минут, стоимость проезда 40 рублей c декабря 2023 года, по городу Вологде 38 рублей.
- 37Э «Вологда-Молочное» (Больничный комплекс — ул. Ярославская — Окружное шоссе — ул. Ильюшина — Обход города Вологды — Дом ветеранов (Молочное). Частота рейсов 1,5..2 часа, стоимость проезда 45 рублей c декабря 2023 года, по городу Вологде 38 рублей.

Стоимость проезда на полулегальном такси от города до посёлка от 160 рублей (2018) в обычные дни и от 320 рублей в праздничные ночи.
Внутрипоселковый общественный пассажирский транспорт отсутствует, так как в нём нет необходимости из-за небольшой территории села.
Железнодорожная станция Молочная расположена в 4 километрах на юг от посёлка напрямик или 6 км по автодороге. Ближайший от посёлка железнодорожный вокзал находится в Вологде 15 км на юго-восток напрямик или 17 км по автодороге.
Ближайший к научному городку аэропорт (ВГ / VGD) работает в двух километрах за северо-восточной границей Вологды. Обход города Вологды (M8) и трасса А-119 связывают аэропорт с селом (расстояние около 18 км), также возможно добраться общественным транспортом через центр Вологды на автобусах с пересадкой. Ближайший международный аэропорт (ЧРВ / CEE) расположен в северном пригороде Череповца 120 км на запад по Обходу города Вологды и трассе A-114.

## Перечень улиц
Всего в академгородке 23 улицы:
1. Агафоновский переулок
2. Береговая
3. Емельянова (ранее Школьная)[30]
4. Коминтерна
5. Комсомольская
6. Ленина
7. Луговая
8. Маяковского
9. Мира
10. Набережная
11. Октябрьская
12. Панкратова (ранее Автодора)
13. Парковая
14. Первомайская
15. Пионерская
16. Подлесная
17. Прибрежный (Территория СНТ)
18. Пролетарская
19. Садовая
20. Советская
21. Строителей
22. Студенческая
23. Шмидта (ранее Профессорская)

## Образование
- Вологодская государственная молочнохозяйственная академия им. Н. В. Верещагина (в 1911−1945 гг. Вологодский молочнохозяйственный институт, в 1945−1995 гг. Вологодский молочный институт)[31]
- Технологический колледж (среднее профессиональное образование) В настоящее время присоединен к технологическому факультету ВГМХА
- Факультет повышения квалификации и переподготовки (часть ВГМХА, до декабря 2011 отдельное ФГОУ ВИИППК АПК)
- Школа № 6 города Вологды им. И. И. Пименова[32]
- МБУ дополнительного образования «Детская школа искусств «Арт-Идея» г. Вологды»[33], до реорганизации в 2015 г. — МБОУ ДО «Молочненская детская школа искусств» г. Вологды.

## Культура
- Музей истории ВГМХА (с 1981 года)
- Городская библиотека № 4 в Молочном — филиал МБУК «Централизованная библиотечная система города Вологды»[34]
- Местный кинотеатр «Мир» работал с 1959 года (реконструкция в 2004 и ремонт в 2010), ныне — разобран.
- Культурно-досуговый центр Вологодской ГМХА. Ближайший культурный центр находится в посёлке Майский, кинотеатры — в Вологде.

## Спортивные объекты
- Спортивный комплекс МЧС России по Вологодской области (с 2011 года)[35]
- Стадион ВГМХА
- Спортивная площадка у школы № 6
- Тренажерная площадка у д. № 11 на ул. Шмидта

## Здравоохранение
- Вологодская городская поликлиника № 5[36]
- Станция скорой медицинской помощи
- Женская консультация
- Четыре аптечных пункта
- Ветеринарная клиника

## Объекты социальной защиты
В селе есть объекты социальной защиты областного значения:
- АУ СО ВО «Октябрьский дом-интернат для престарелых и инвалидов»[37]
- Вологодский областной Дом ветеранов
- АУ СО ВО «Вологодский психоневрологический интернат № 2»[38]

## Русская православная церковь
- Храм в честь Воскресения Христова[39][40]

## Галерея

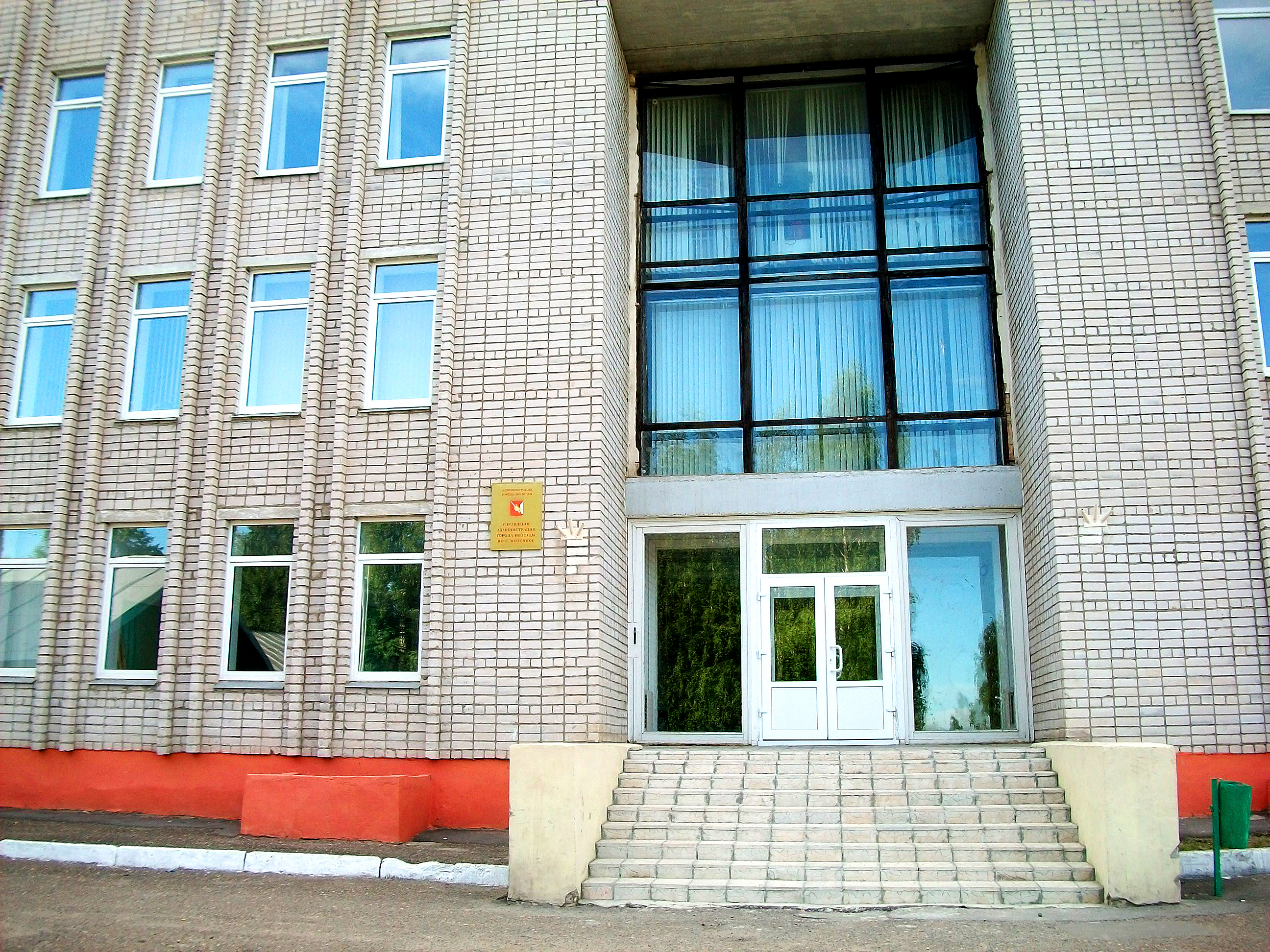
Здание ТОС Молочное
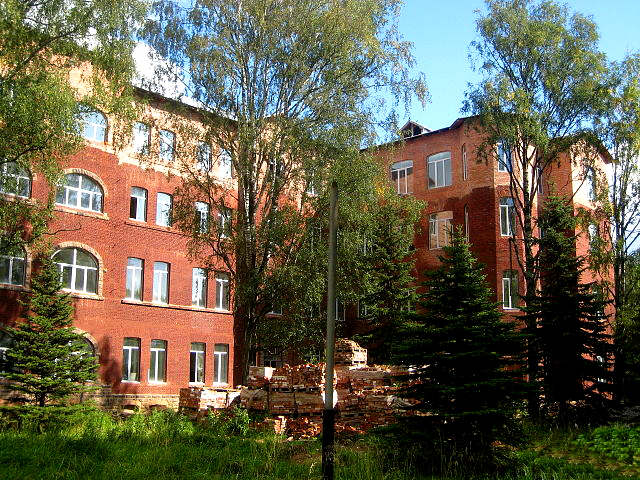
Главное здание ВГМХА в 2010 году (реконструкция 2010−2021)
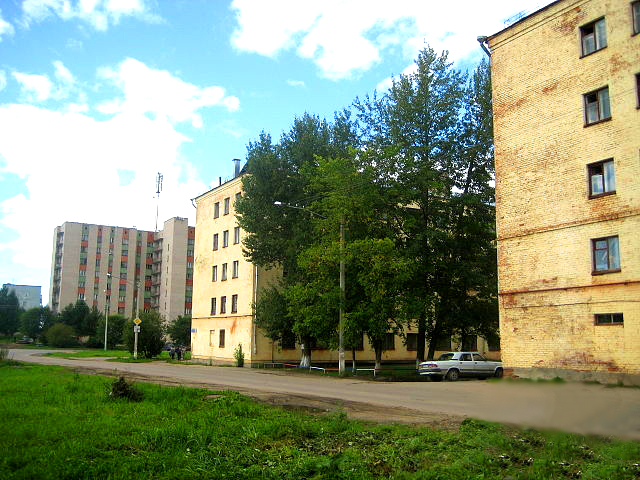
Общежития академии
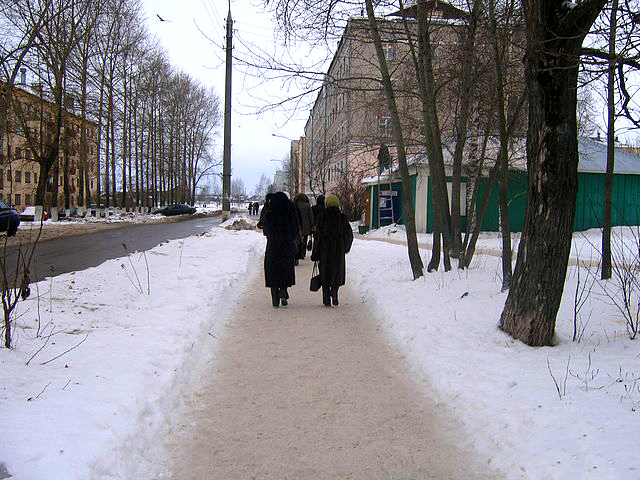
Жилой квартал